# Jaciment arqueològic de Mestre Ramon
El Jaciment arqueològic de Mestre Ramon és un jaciment de final de l'Edat del Bronze i de l'Edat del Ferro (final del segon i primera meitat del primer mil·lenni aC) situat a una petita elevació al municipi mallorquí de Son Servera. També conegut amb el nom de Son Jordi / Can Ballester, és un jaciment on destaquen dues grans estructures: Una plataforma esglaonada en el cim i una murada defensiva al voltant del perímetre inferior.
La plataforma esglaonada és un monument molt poc conegut de l'època prototalaiòtica (aproximadament 1100-900 aC). La seva funció podria estar relacionada amb el control del territori, com una fita o una talaia. No obstant, no es pot descartar l'ús de la plataforma com a lloc on s'hi realitzarien rituals, ni tampoc l'existència de cases adossades.
La murada defensiva és una obra d'època posttalaiòtica (aproximadament 550-123 aC). Per la banda exterior té estructura de grans blocs de pedra en sec i originalment tancava tot el jaciment. Se n'ha localitzat una porta a la banda de Llevant, que presenta un traçat oblic molt original.

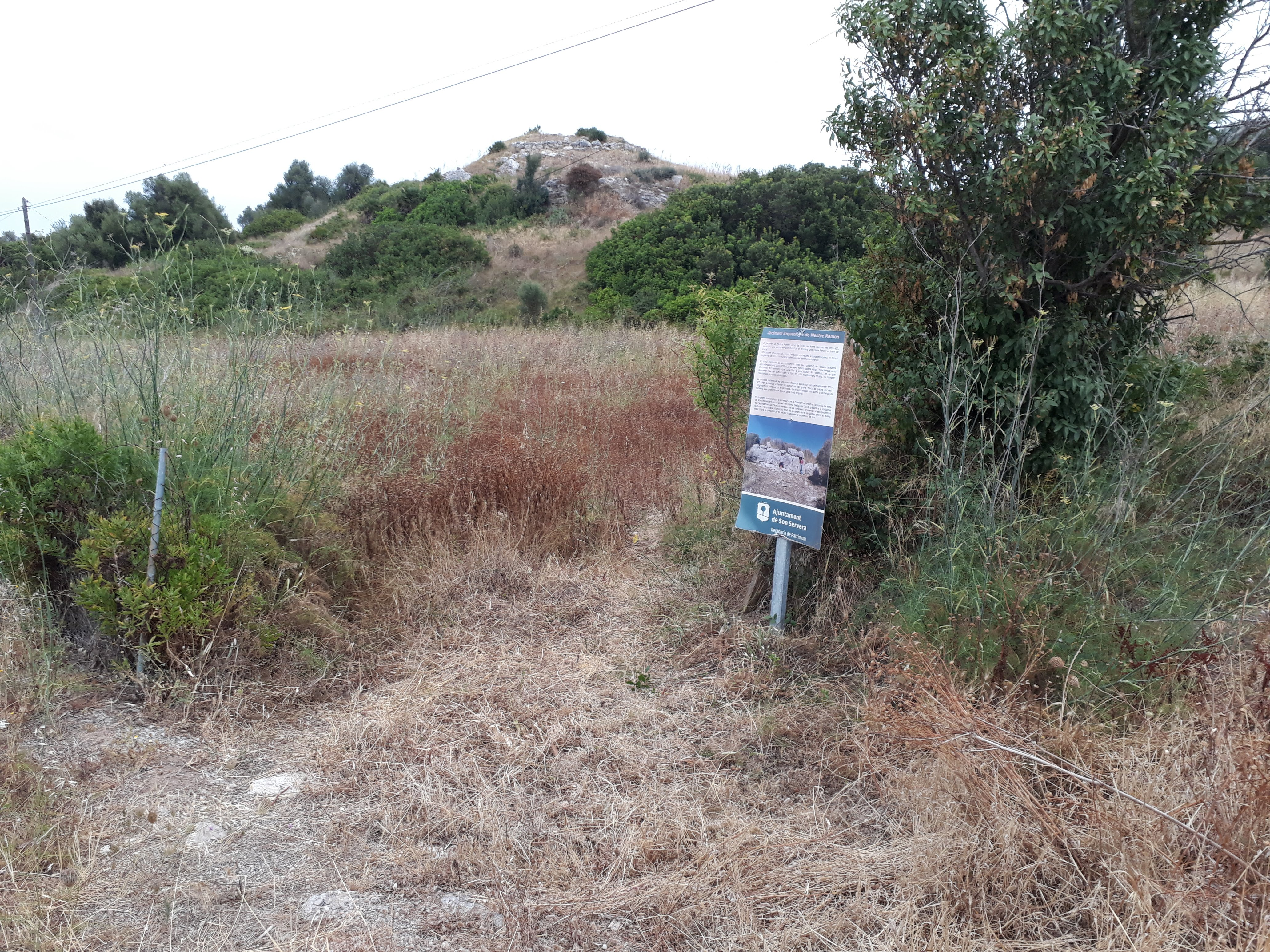
Vista de la Plataforma des del nord.

El projecte arqueològic a la contrada coneguda com a “talaiot” de Mestre Ramon (a la zona de Can Ballester), ara coneguda com a Jaciment arqueològic de Mestre Ramon, es va posar en marxa l'estiu del 2012 gràcies a la iniciativa de l'Ajuntament de Son Servera per tal de conèixer i preservar el patrimoni cultural del municipi. Tanmateix, l'objectiu final del projecte és el de poder oferir al públic local i forà la possibilitat de visitar i conèixer el patrimoni de tots. Dins aquest projecte s'ha excavat una bona part de la plataforma esglaonada i del portal de Llevant de la murada a més de plantejar la interrelació de dades del propi jaciment amb les provinents d'altres estacions properes.